# Museum 3. Dimension
Das Museum 3. Dimension ist ein privat betriebenes Museum in Dinkelsbühl im bayerischen Landkreis Ansbach. Es beherbergt die größte stereoskopische Kunstsammlung der Welt.

## Lage
Das Museum 3. Dimension befindet sich im Südosten der Dinkelsbühler Altstadt vor der Stadtmauer direkt neben dem Nördlinger Tor im Gebäude der historischen Stadtmühle.

## Geschichte
Das Museum wurde 1987 von dem Ende der 1930er Jahre in Suhl geborenen Fotodesigner Gerhard Otto Stief gegründet, der sich seit seiner Jugend für die 3D-Technik interessierte und als leidenschaftlicher Sammler eine große Sammlung zusammengetragen hatte. Von 1995 bis Ende 2016 betrieb er auch in Frankfurt am Main das inzwischen aufgelöste 3D-Museum Explora.
Zunächst war das Dinkelsbühler Museum im Turm des Nördlinger Tores untergebracht, bis es nach umfangreichen Renovierungsarbeiten in die benachbarte alte Stadtmühle umziehen konnte.

## Museum

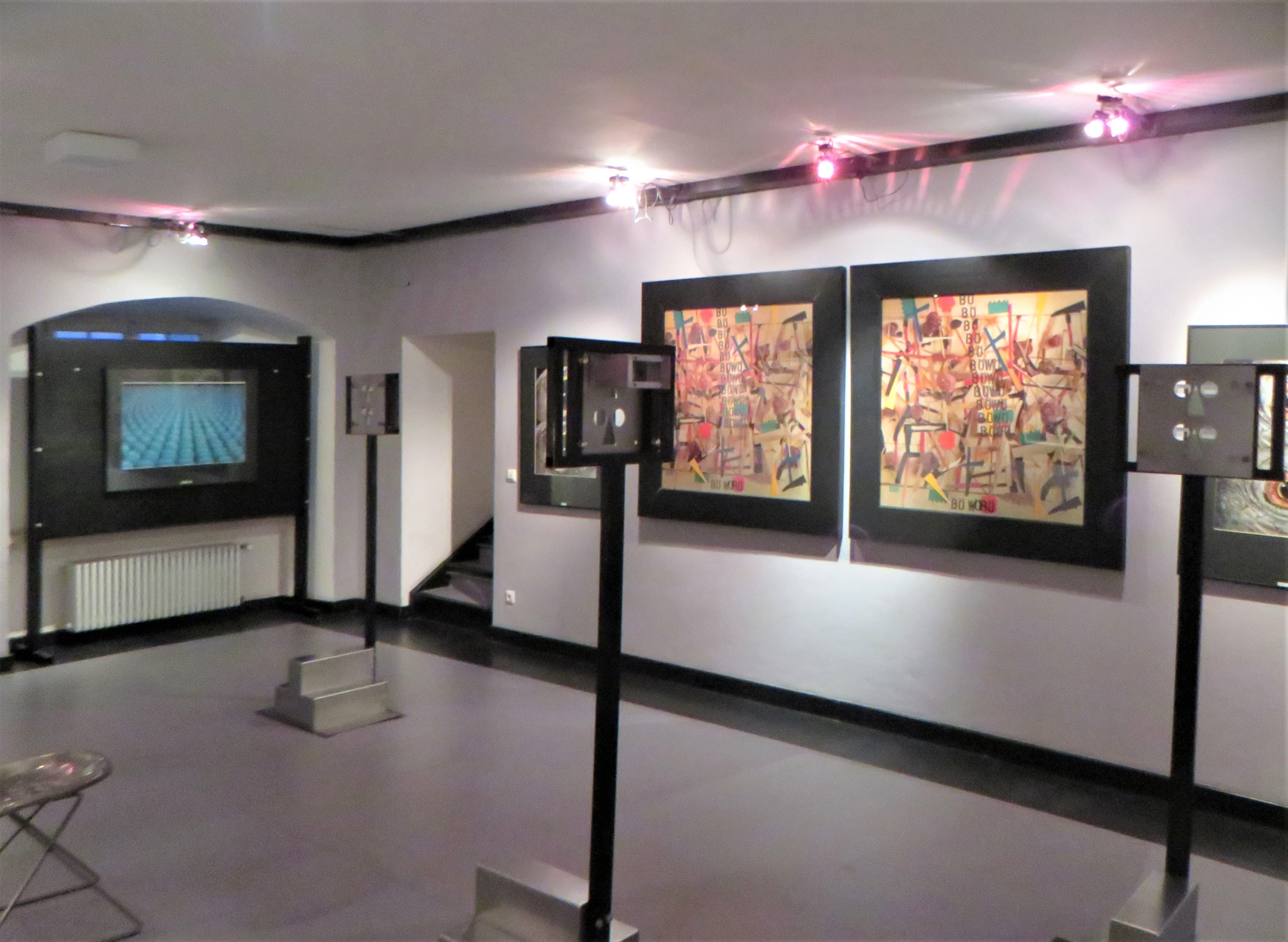
Blick in einen Ausstellungsraum

Auf vier Etagen zeigt das Museum 3. Dimension
- Anaglyphenbilder, also Stereobilder in Rot-Grün-Technik
- Anamorphosen, also „verzerrte“ Zeichnungen, die erst mit Hilfsmitteln erkannt werden können
- Hohle Maske
- Hologramme
- dreidimensionale Darstellungen mit Lamellentechnik
- Magic Eye-Bilder
- Optische Illusionen
- PHSColograms
- Prismenraster
- Stereoskopie
- Stereokunst
- Unmögliche Figuren
- Vexierbilder
- Viewmaster

Daneben werden mathematische Denkaufgaben, mechanische, akustische und optische Experimente sowie optische Täuschungen in unterschiedlichsten Exponaten dargestellt. Die Besucher erhalten Anaglyphenbrillen, die im Eintrittspreis enthalten sind.